# Masakra w Dajr Jasin
Masakra w Dajr Jasin (nazywana także bitwą o Dajr Jasin) miała miejsce w dniu 9 kwietnia 1948, kiedy grupa żydowskich bojowników z organizacji paramilitarnych Irgun i Lechi zaatakowała arabską wieś Dajr Jasin, położoną na zachód od Jerozolimy. Do ataku doszło podczas operacji Nachszon, której celem było przełamanie blokady Jerozolimy i umożliwienie konwojom dotarcie do Jerozolimy. W trakcie ataku doszło do masakry ludności arabskiej – zginęło 242 mieszkańców, w tym kobiety i dzieci. Do zdarzenia tego doszło podczas wojny domowej w Mandacie Palestyny.
Masakra stała się kluczowym wydarzeniem w konflikcie izraelsko-arabskim, mając poważne konsekwencje militarne i demograficzne. Zdarzenie było wielokrotnie wykorzystywane przez różne antyizraelskie grupy, aby podważyć prawo do istnienia państwa Izrael. Również izraelska lewica oskarżyła Irgun i Lehi o złamanie zasad żydowskiej prawomyślności. Niejasny jest udział Hagany w całym zdarzeniu. Masakra bardzo silnie wpłynęła na arabską ludność cywilną, która zaczęła masowo uciekać ze swoich miast i wiosek, będących w pobliżu walk żydowsko-arabskich. Wpłynęło to na zwiększenie liczby palestyńskich uchodźców.

## Tło historyczne
Uchwalona 29 listopada 1947 Rezolucja Zgromadzenia Ogólnego ONZ nr 181 zakładała, że na terenie byłego Mandatu Palestyny miały powstać dwa państwa (żydowskie i arabskie) oraz mała międzynarodowa strefa obejmująca Jerozolimę i Betlejem. Strefa międzynarodowa miała pozostawać poza granicami obu państw i być zarządzana przez ONZ, które stawały się gwarantem bezpieczeństwa wszystkich świętych miejsc chrześcijaństwa, islamu i judaizmu w obu miastach. Społeczność żydowska zaakceptowała plan podziału Palestyny, jednak Arabowie odrzucili go i dzień później doprowadzili do wybuchu wojny domowej w Mandacie Palestyny. Region Jerozolimy stanowił najsilniejszy punkt sporny. Egzystencja społeczności żydowskiej w Jerozolimie była uzależniona od płynności dostaw z nadmorskiej równiny Szaron i miasta Tel Awiw. Utrzymanie tej komunikacji było dla jerozolimskich Żydów sprawą życia i śmierci. Izraelski dziennikarz Amos Elon argumentował: „Dla wszystkich było jasnym, że bitwa o Jerozolimę nie zostanie rozstrzygnięta na Starym Mieście, ale na wąskim pasie asfaltu, który łączy Jerozolimę z Tel Awiwem. Ta droga decydowała o życiu miasta i bez niej nie było szans na przetrwanie”.
Od samego początku siły arabskie zaczęły atakować linie komunikacyjne prowadzące do Zachodniej Jerozolimy, dążąc do całkowitej izolacji żydowskiej części miasta. W odpowiedzi żydowska organizacja paramilitarna Hagana rozpoczęła organizować konwoje do Jerozolimy. Ich ochronę powierzono elitarnym kompaniom szturmowym Palmach. Zdawano sobie przy tym sprawę, że egzystencja społeczności żydowskiej w Jerozolimie jest całkowicie uzależniona od płynności dostaw z nadmorskiej równiny. Utrzymanie tej komunikacji było dla jerozolimskich Żydów sprawą życia i śmierci. Między grudniem 1947 a lutym 1948 do Jerozolimy dotarło 236 konwojów liczących ogółem 2160 ciężarówek z prawie 9 tys. ton zaopatrzenia. W okresie tym doszło do blisko 70 ataków, śmierć poniosło 37 osób i zniszczono 8 samochodów. W marcu wyruszyło już tylko 45 wypraw z 560 pojazdami, z czego do Jerozolimy dotarło jedynie 37 konwojów. Porażka konwoju Chulda (31 marca 1948) przyniosła całkowitą blokadę miasta. Dowództwo Hagany wyciągnęło z tego wniosek, że taktyka konwojów zawiodła i należy poszukiwać innej metody dostarczania zaopatrzenia do izolowanych społeczności. W rezultacie wdrożono w życie Plan Dalet, a pierwszymi podjętymi działaniami była rozpoczęta 5 kwietnia 1948 operacji Nachszon. Jej celem było przełamanie blokady i umożliwienie konwojom dotarcie do Jerozolimy. Ważną częścią tej operacji okazała się bitwa o al-Kastal, w której to wiosce w dniu 8 kwietnia zginął dowódca Armii Świętej Wojny, Abd al-Kadir al-Husajni. Arabowie odbili wówczas wieś Al-Kastal i odnaleźli ciało swojego zabitego dowódcy. Następnie opuścili zniszczoną wieś i udali się do Jerozolimy, aby zorganizować wielki pogrzeb al-Husajniego. Sytuację ponownie wykorzystali Żydzi, zajmując bez walki opuszczoną al-Kastal.
W pobliżu zaatakowanej wioski al-Kastal leżała kolejna arabska wieś – Dajr Jasin. W 1948 liczyła ona 708 mieszkańców, którzy żyli w 144 domach. Wieś była położona na strategicznym wzgórzu (wysokość 800 m n.p.m.) górującym nad drogą prowadzącą od zachodu do Jerozolimy. Mieszkańcy wsi byli stosunkowo zamożnymi ludźmi, utrzymującymi się głównie z kamieniołomu wapienia. Nie stanowili oni zagrożenia dla żydowskich linii komunikacyjnych, a nawet 20 stycznia 1948 zawarli oficjalny rozejm ze swoimi żydowskimi sąsiadami z położonej po drugiej stronie wadi osady Giwat Sza’ul. Mieszkańcy Dajr Jasin zgodzili się nawet w specjalny sposób sygnalizować Żydom z Giwat Sza’ul obecność we wsi arabskich milicji. W takiej sytuacji za dnia wywieszano bieliznę na sznurze do suszenia (dwie białe z jedną czarną pośrodku), a w nocy zapalano w ustalonym miejscu trzy latarnie. W zamian Giwat Sza’ul gwarantował im bezpieczeństwo oraz swobodne przejście lub przejazd do Jerozolimy. Dowódca obrony Giwat Sza’ul, Ben-Sasson Joma powiedział, że „nie było żadnego incydentu pomiędzy Dajr Jasin a Żydami”. Gdy 28 stycznia 1948 do Dajr Jasin wkroczył duży oddział Armii Świętej Wojny i usiłował zwerbować wieśniaków, jeden ze starszyzny udał się do Jerozolimy, gdzie złożył wyjaśnienia przed Najwyższym Komitetem Arabskim. Przedstawił on arabskim przywódcom, że wieś Dajr Jasin zawarła rozejm ze swoimi żydowskimi sąsiadami i żyje z nimi w pokoju. Wysłuchano go, ale następnie poproszono, aby porozumienie o rozejmie anulować. W dniu 13 lutego arabska milicja przygotowywała się do ataku na osadę Giwat Sza’ul, jednak mieszkańcy Dajr Jasin dostrzegli ich i ostrzegli swoich żydowskich sąsiadów. W akcie zemsty, arabscy bojownicy zabili wszystkie owce we wsi. W dniu 16 marca Najwyższy Komitet Arabski polecił, aby mieszkańcy Dajr Jasin przyjęli grupę syryjskich i irackich ochotników, którzy mieli ich bronić. Wieśniacy odmówili wtedy, i ponowną odmowę dali w dniu 4 kwietnia. Istnieją jednak poważne rozbieżności na temat opinii, że stosunki między Dajr Jasin a jej żydowskimi sąsiadami zawsze układały się spokojnie. W dniu 3 kwietnia z kierunku Dajr Jasin oddano strzały w stronę żydowskich osiedli Beit ha-Kerem i Jefeh Nof. Niektórzy historycy (np. Jo’aw Gelber) twierdzą nawet, że ze względu na intensywność walk w innych rejonach, porozumienie o zawieszeniu broni między Dajr Jasin a Giwat Sza’ul nie obowiązywało już w kwietniu. W pierwszych dniach miesiąca doszło do kilkakrotnego ostrzelania z Dajr Jasin osiedla Moca oraz żydowskiego ruchu na drodze z Jerozolimy do równiny nadmorskiej. Lista rannych zebrana przez brytyjską policję ujawniła, że podczas bitwy o al-Kastal w dniu 8 kwietnia, wzięła udział młodzież arabska z Dajr Jasin.
Kiedy trwały walki o wieś al-Kastal, przywódcy dwóch radykalnych żydowskich organizacji paramilitarnych Irgun i Lechi spotkali się z dowódcą obrony Jerozolimy, Dawidem Sze’alti’elem. Ich zdaniem Dajr Jasin stanowiła zagrożenie dla żydowskich dzielnic w Zachodniej Jerozolimie oraz dla głównej drogi prowadzącej do wybrzeża. Sze’alti’el był niechętny temu planowi i wskazał wieś En Kerem jako lepszy cel ataku. Dowódcy Irgunu i Lehi odrzucili taką możliwość, twierdząc, że byłoby to zbyt trudne zadanie dla nich. Sze’alti’el zakazał im następnie podejmowanie takiej akcji, sugerując im, że siły Irgunu i Lehi przydałyby się podczas walk o al-Kastal. Widząc niechęć ze strony swoich rozmówców, Sze’alti’el ostatecznie ustąpił. Postawił jednak warunek, że we wsi mają pozostać jej mieszkańcy, aby zapobiec utworzeniu w pozostałej pustej przestrzeni nowej arabskiej bazy wojskowej. Decyzji tej sprzeciwił się oficer wywiadu Palmach, Meir Pa’il. Sze’alti’el powiedział jednak, że nie ma siły, aby ich zatrzymać. Szef wywiadu Hagany w Jerozolimie, Jicchak Lewi zaproponował nawet, aby ostrzec mieszkańców Dajr Jasin – Sze’alti’el nie zezwolił na to. Ostatecznie dowódcy Irgunu i Lehi podjęli decyzję, że mieszkańcy Dajr Jasin zostaną wysiedleni, aby przestraszyć pozostałych Arabów w Palestynie. Na odprawie wydano zezwolenie żołnierzom, że mogą zabijać mężczyzn (sprzeciwił się temu Menachem Begin). Podkreślano przy tym, aby nie zabijać więźniów, kobiet i dzieci. Aby umożliwić cywilom ucieczkę, miano pozostawić otwartą drogę do pobliskiej wioski En Kerem.
Zgodnie z danymi Hagany, atak na Dajr Jasin przeprowadziło 120 żydowskich bojowników – 80 z Irgunu i 40 z Lehi. Większość tych ludzi była słabo wyszkolona i niedoświadczona w walce. Koncentracja sił przed atakiem miała miejsce w nocy z 8 na 9 kwietnia 1948. Siły Irgunu zebrały się w osiedlu Beit ha-Kerem, natomiast Lehi w Giwat Sza’ul. Nastrój wśród bojowników był podniosły. Po raz pierwszy, działający dotychczas w podziemiu bojownicy Irgunu i Lehi, mieli otwarcie przeprowadzić natarcie. Współpraca między grupami zwiększała poczucie solidarności. Jako hasło do rozpoczęcia ataku wybrano: „Ahdut Lohemet” (Solidarność bojowników).

## Przebieg ataku
Atak na Dajr Jasin rozpoczął się w nocy 9 kwietnia 1948. Jednostka Lehi posuwała się wzdłuż drogi z Giwat Sza’ul na zachód do Dajr Jasin. Towarzyszył jej samochód opancerzony z głośnikami, przez które miano wezwać mieszkańców do opuszczenia swoich domów. W ciemnościach ciężarówka zjechała jednak z wąskiej drogi i utknęła w rowie. Jednostka Irgunu wyszła natomiast z Beit ha-Kerem i rozdzieliła się na mniejsze oddziały, które okrążyły wieś od południa i południowego wschodu. O godz. 4:45 nad ranem arabski wartownik strzegący wsi, dostrzegł jakąś sylwetkę. Zawołał w języku arabskim: „Mahmud?” Jeden z nadchodzących bojowników Irgunu zrozumiał, że jest to część ustalonego hasła „Ahdut” i odpowiedział podając drugą część hasła: „Lohemet”. Wartownik zorientował się wówczas, że nadchodzą Żydzi, zaczął krzyczeć „Jahud!” (Żydzi!) i otworzył ogień. Z wyżej położonej pozycji we wsi, arabski snajper otworzył ogień do nadchodzących Żydów, co skutecznie zdezorganizowało natarcie. Większości Żydów brakowało doświadczenia w atakowaniu wiosek w świetle dziennym, brakowało im także jakiejkolwiek broni wsparcia. Wszystko to razem stało się przyczyną zamieszania, w wyniku którego nacierający bojownicy zaczęli biec od domu do domu, wrzucając przez okna i drzwi granaty ręczne do wnętrza. Później tłumaczyli, że obawiali się, że po otworzeniu drzwi zostaną zastrzeleni, gdyż czasami Arabowie przebierali się za kobiety i wykorzystywali sekundy zaskoczenia na oddanie strzałów. W ogólnym zamieszaniu, bojownicy Lehi pomyłkowo postrzelili swojego dowódcę, Amosa Kejnana. O godz. 7:00 rano jednostka Irgunu skontaktowała się z siłami Lehi, przekazując wiadomość, że ze względu na arabski opór i rosnące straty własne, biorą pod uwagę możliwość odwrotu. Ranny dowódca Lehi odpowiedział, że jego ludzie są już w centrum wioski i spodziewają się szybkiego złamania oporu. Jednak dla Irgunu coraz większym problemem była duża liczba rannych. W celu ich ewakuacji wezwano z Jerozolimy ambulans. Następnie bojownicy wyjmowali z domów łóżka oraz drzwi wejściowe, kładąc na nich rannych. Arabskim kobietom i starcom rozkazano przenosić rannych bojowników do ambulansu. W trakcie tej operacji, arabski snajper postrzelił kilkoro Arabów. Przed południem Irgun otrzymał z Jerozolimy dostawę materiałów wybuchowych, i zaczął przy ich pomocy torować sobie drogę od domu do domu. W niektórych wypadkach, siła eksplozji niszczyła całe fragmenty domów, grzebiąc pod ruinami arabskich cywilów. Tymczasem od północy do wsi dotarły dwa pojazdy opancerzone z 4 Batalionu Palmach. Przywiozły one dwa moździerze, których ogień skutecznie uciszył arabskiego snajpera. W ciągu jednej godziny Palmach osiągnął więcej, niż Irgun i Lehi w kilka godzin. Walki zakończyły się około godziny 11:00.

## Masakra ludności
Po wycofaniu się oddziału Palmach we wsi doszło do masakry ludności cywilnej. Oficer wywiadu Palmach, Meir Pa’il, obserwował przebieg wydarzeń. Przedstawił on później szczegółowy raport: „Odstępcy z Irgunu i Lehi okradali wieś. Kradli wszystko: kurczaki, zestawy radiowe, cukier, pieniądze, złoto i wiele więcej ... Wszyscy dysydenci chodzili po wsi brudni od krwi i dumni z liczby osób, które zabili. Ich brak wykształcenia i inteligencji w porównaniu do naszych żołnierzy był oczywisty ... W jednym z domów w centrum wsi zebrali około 200 kobiet i małych dzieci. Kobiety siedziały cicho, nie odzywając się ani słowem. Kiedy przyjechałem, dowódca wyjaśnił, że zamierzają wszystkich ich zabić. Ale wieczorem usłyszałem, że kobiety zostały odtransportowane i przekazane w Morasza”. Około godz. 14:00 do wsi przyszli mieszkańcy sąsiedniej żydowskiej osady Giwat Sza’ul, którzy zdołali powstrzymać bojowników Irgunu i Lehi od dalszego zabijania. „Tłum ludzi z Giwat Sza’ul ... większość z nich religijna, wszedł do wsi i zaczął krzyczeć: „Złodzieje, mordercy! Czemu ich mordujecie?” Byli Żydami cheredi. Jest to jedna z najpiękniejszych rzeczy, jaką mogę powiedzieć o Żydach cheredi. Ci ludzie z Giwat Sza’ul stopniowo zbliżyli się i weszli do wsi, a ludzie z Irgunu i Legi nie mieli wyjścia, musieli się zatrzymać. To było około 14:00 lub 15:00. Następnie Irgun i Lehi zgromadzili około 250 ludzi, w większości kobiet, dzieci i osób starszych, w budynku szkolnym. Później budynek stał się Domem Chabadu. Oni debatowali, co z nimi zrobić. Było dużo krzyku. Dysydenci krzyczeli: „Niech wysadzą budynek szkoły z nimi wszystkimi!” A ludzie z Giwat Sza’ul krzyczeli: „Złodzieje i mordercy, nie róbcie tego!” W końcu załadowali więźniów na cztery ciężarówki i zawieźli ich do arabskiej dzielnicy Jerozolimy, w pobliżu Bramy Damasceńskiej ... To było w piątek po południu. To musiało być około 16:00-17:00 po południu, ponieważ religijni ludzie zaczęli odchodzić by przygotować się na szabat”.
W rzeczywistości ciężarówki przewiozły Arabów do Zachodniej Jerozolimy, gdzie ich wyładowano i poprowadzono dalej ulicami miasta. Bojownicy Irgunu i Lehi szydzili przy tym z nich, pluli i rzucali kamieniami. Meir Pa’il opisał, że widział pięciu arabskich mężczyzn prowadzonych ulicą, a potem zobaczył ich ciała w kamieniołomie niedaleko Giwat Sza’ul. Zostało to poparte raportem dr. Z. Avigdoriego i dr. A. Drujana, którzy zostali wysłani przez Agencję Żydowską do zbadania terenu. W dniu 12 kwietnia sprawdzili oni ruiny wszystkich domów Dajr Jasin, licząc i badając znalezione zwłoki. Ich raport mówi o znalezieniu 46 ciał zabitych od pocisków i wybuchów bomb („wszystkie ciała były ubrane w swoje ubrania, kończyny były całe i nie widzieliśmy żadnych oznak gwałtu”). W sąsiednim kamieniołomie znaleźli też ciała pięciu mężczyzn. Oficer wywiadu Hagany, Mordechaj Gichon, złożył następujący raport: „Weszliśmy do wsi około 15:00 po południu ... We wsi były dziesiątki ciał. Dysydenci ściągali je z drogi. Powiedziałem im, aby nie rzucali ciał do cystern i jaskiń, bo są to pierwsze miejsca, które należy sprawdzić.” Opisał on także sceny bicia, grabieży pieniędzy i zdejmowania biżuterii z więźniów. Napisał on także, że początkowo rozkazano wziąć mężczyzn, kobiety i dzieci do niewoli i odesłać ich, ale został on zamieniony na rozkaz zabicia wszystkich więźniów. Jego szef, Jicchak Lewi napisał w raporcie: „Podbój wsi został przeprowadzony z wielką brutalnością, całe rodziny z kobietami, starcami i dziećmi zostały zabite. Są stosy i stosy trupów”. Grupę 55 dzieci ze wsi, których rodzice zginęli, zostawiono same sobie przy Bramie Jafy w Jerozolimie. Zaopiekowała się nimi Hind Husajni, ze znanego arabskiego klanu al-Husajni. Najpierw wynajęła im dwa pokoje i każdego dnia przynosiła jedzenie. Potem przeniosła je do klasztoru Sachjoun, a w lipcu 1948 uruchomiono dla nich sierociniec.
Wieczorem 9 kwietnia bojownicy Irgunu zaprosili amerykańskich dziennikarzy do domu w Giwat Sza’ul. Zorganizowano tam konferencję prasową, podczas której rzecznik Irgunu i Lehi wyraził ubolewanie z powodu śmierci kobiet i dzieci. Dodał, że ofiary te były nieuniknione, ponieważ walka była toczona o każdy dom. Informacje te były później powtarzane i nagłaśniane przez dziennikarzy. Izraelski historyk wojskowości Uri Milstein napisał w 1998, że w Dajr Jasin nie doszło do masakry, chociaż podczas walk o wieś zginęły całe rodziny arabskie. Podkreślił on, że raporty wywiadu Hagany zostały celowo spreparowane przez ich autorów, aby zdyskredytować Irgun i Lehi w społeczności żydowskiej.
Zastępca inspektora generalnego brytyjskiej policji, Richard Catling, napisał kilka raportów opartych na wywiadach przeprowadzonych w Silwan z kilkoma kobietami z Dajr Jasin: „W dniu 14 kwietnia o godzinie 10 rano odwiedziłem wieś Silwan w towarzystwie lekarza i pielęgniarki ze szpitala rządowego w Jerozolimie i członka Unii Arabskich Kobiet. Odwiedziliśmy wiele domów w tej wsi, w których schroniło się około dwustu do trzystu osób z Dajr Jasin. Dużo rozmawiałem z kobietami w tym celu, aby zebrać informacje na temat wszelkich okrucieństw popełnionych w Dajr Jasin, ale większość z tych kobiet była nieśmiała i niechętnie dzieliły się swoimi doświadczeniami, zwłaszcza w sprawach dotyczących przemocy seksualnej i potrzebowały licznych namówień, zanim zaczęły ujawniać wszelkie informacje. Nagrywanie sprawozdań było także utrudnione przez histeryczny stan kobiet, które często wielokrotnie przerywały podczas rejestracji nagrania. Nie ma jednak wątpliwości, że atakujący Żydzi popełnili wiele okrucieństw seksualnych. Wiele młodych uczennic zostało zgwałconych, a później zamordowanych. Stare kobiety również były molestowane. Jedna historia opisuje przypadek, w którym młoda dziewczyna została dosłownie rozdarta na pół. Również wiele dzieci zostało zmasakrowanych i zabitych. Widziałem też jedną starą kobietę, której wiek oceniam na sto cztery lata, która została dotkliwie pobita kolbami po głowie. Kobietom zrywano bransoletki z rąk, pierścionki z palców, a niektóre z kobiecych uszu zostały rozerwane przy usuwaniu kolczyków”. Raport ten jest jednak podważany. Szef wywiadu Hagany, Jicchak Lewi napisał 13 kwietnia: „Członkowie Lehi mówią o barbarzyńskim zachowaniu Irgunu wobec więźniów i zmarłych. Dotyczy to również przypadków, gdy mężczyźni Irgunu zgwałcili kilka arabskich dziewcząt i potem je zamordowali.” Levy pisze następnie, że prawdziwość tych zarzutów nie została potwierdzona. Historyk Jo’aw Gelber pisze natomiast, że raport inspektora generalnego brytyjskiej policji Richarda Catlinga nie może być uważany za rzetelny, gdyż powszechnie uchodził on za „starego i zgorzkniałego wroga” Irgunu i Lehi. Nie jest znane również miejsca przechowywania raportów Catlinga, a powołujący się na nie Dominique Lapierre i Larry Collins w swoich książkach, odnoszą się do nich jedynie pośrednio. Twierdzą oni, że gdy pisali książkę, byli w posiadaniu kopii trzech raportów Catlinga.
Podobnie do ustaleń przebiegu masakry, istnieją również duże rozbieżności odnośnie liczby ofiar ataku na Dajr Jasin. Jest ona szacowana od 100 do 254 osób, spośród 708 mieszkańców (stan na 1948). Szef delegacji Międzynarodowego Komitetu Czerwonego Krzyża w Palestynie, Jacques de Reynier, odwiedził wieś 11 kwietnia 1948 i zaobserwował „w sumie ponad 200 zabitych mężczyzn, kobiet i dzieci”. Rzecznik Irgunu, podczas konferencji prasowej w Giwat Sza’ul (9 kwietnia 1948) powiedział, że zginęło 240 osób. Jego słowa zostały powtórzone przez BBC i serwisy informacyjne w języku hebrajskim. Amerykański dziennik The New York Times napisał 13 kwietnia 1948, że w Dajr Jasin zginęło 254 Arabów. Szarif Kan’ana z arabskiego Uniwersytetu Bir Zajt przeprowadził badania i w 1988 opublikował wyniki, podając, że w Dajr Jasin zginęło 107 wieśniaków (11 z nich było uzbrojonych), a 12 zostało rannych. Kan’ana podaje także, że 25 mieszkańców zostało rozstrzelanych po bitwie, a ich zwłoki wrzucono do kamieniołomu. Pozostali uciekli lub zostali wypędzeni ze wsi przez żydowskich bojowników.

## Reakcje i następstwa
Brytyjczycy byli niechętni angażowania się w całe zdarzenie, gdyż sprawcami ataku i masakry cywilów były podziemne żydowskie organizacje paramilitarne Irgun i Lehi, które funkcjonowały całkowicie odmiennie od Hagany. Wysoki komisarz Palestyny Alan Cunningham nalegał na wysłanie wojska do Dajr Jasin, jednak głównodowodzący brytyjskimi siłami w Mandacie Palestyny Gordon Holmes MacMillan odmówił, gdyż istnieje zbyt duże ryzyko dla brytyjskich żołnierzy. Dodał przy tym, że warto ponosić takie ryzyko tylko wtedy, gdy dotyczy to brytyjskich interesów. W następnych dniach media informacyjne rozpętały prawdziwą burzę, że w Dajr Jasin doszło do masakry ludności cywilnej, podczas której celowo zabijano mieszkańców, gwałcono kobiety i bezczeszczono zwłoki. Liczbę ofiar szacowano wtedy na około 250 zabitych. Część źródeł historycznych, ówczesnych raportów i oficjalnych komentarzy uznawało to zajście za ludobójstwo. Zmusiło to brytyjskie Ministerstwo Spraw Zagranicznych do wydania oświadczenia. W tej sprawie odbyła się debata w brytyjskim parlamencie, podczas której potępiono masakrę w Dajr Jasin nazywając ją „okrutną i brutalną”.
Oficjalnie władze żydowskie odcięły się od rzezi w Dajr Jasin. Ben Gurion publicznie obarczył Menachema Begina odpowiedzialnością za masakrę. Nazwał go „Menachemem Hitlerem”, a Agencja Żydowska wysłała telegram kondolencyjny do króla Transjordanii Abdullaha I. Zdarzenie nazwano w nim jako „brutalne i barbarzyńskie, które jest niezgodne z duchem narodu żydowskiego, jego tradycją i dziedzictwem kulturowym”. Pomimo to, Żydzi świadomie wykorzystali psychologiczne efekty masakry, rozpuszczając plotki na jej temat. Zastraszały one i demoralizowały społeczność arabską, która coraz bardziej bała się kolejnych masakr i pogromów. Takie przesadzone pogłoski przyczyniły się do wybuchu paniki wśród palestyńskich Arabów, a w konsekwencji ucieczki znacznej ich części z Palestyny. Innym bezpośrednim następstwem bitwy o Dajr Jasin była masakra konwoju medycznego Hadassa, podczas której w dniu 13 kwietnia 1948 zginęło 79 Żydów